# Chiesa di San Martino (Arzana)
La chiesa di San Martino è un edificio religioso situato ad Arzana, centro abitato della Sardegna centro-orientale. Consacrata al culto cattolico, fa parte della parrocchia di San Giovanni Battista, diocesi di Lanusei.